# (5327) 1989 EX1
1989 إي أكس 1 (ويعرف أيضًا باسم (5327) 1989 إي أكس 1 وفق تسمية الكوكب الصغير) (بالإنجليزية: 1989 EX1)‏ هو كويكب ضمن حزام الكويكبات؛ وترتيبه 5327 من حيث الاكتشاف.
اكتُشف هذا الجُرم الفلكي بواسطة Zdeňka Vávrová ‏ في 5 مارس 1989.

## وصلات خارجية
- (5327) 1989 EX1 في قاعدة بيانات مختبر الدفع النفاث لأجرام النظام الشمسي الصغيرة

- الاكتشاف · مخطط المدار ·  العناصر المدارية · المعلمات المادية

- (5327) 1989 EX1 على موقع ويكي سكاي: DSS2, SDSS, GALEX, IRAS, Hydrogen α, X-Ray, Astrophoto, Sky Map, Articles and images